# Decet Romanum Pontificem

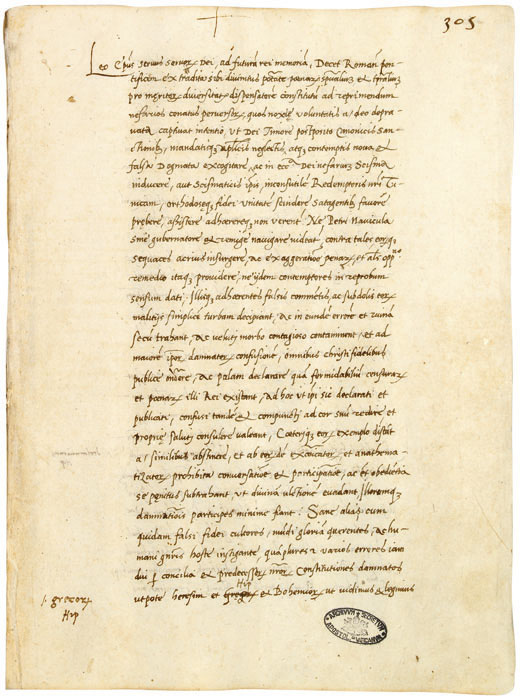
Decet Romanum Pontificem.

Decet Romanum Pontificem (svenska: Det behagar den romerske pontifexen) (1521) är den påvliga bulla i vilken den tyske reformatorn Martin Luther blev bannlyst och titeln är de tre första orden i den latinska texten. Den utfärdades den 3 januari 1521 av påven Leo X för att verkställa den bannlysning han hade hotat Luther med i sin tidigare bulla Exsurge Domine (1520), eftersom Luther inte avsade sig sin lära. Luther hade bränt sin kopia av Exsurge Domine den 10 december 1520 vid Elsterporten i Wittenberg, vilket visade hans åsikt om den.
Det finns åtminstone två andra viktiga påvliga bullor med titeln Decet Romanum Pontificem, den ena daterad 23 februari 1596, utfärdad av Clemens VIII, och den andra, daterad 12 mars 1622, utfärdad av Gregorius XV.
Mot slutet av 1900-talet krävde lutheraner i dialog med den katolska kyrkan att bannlysningen skulle hävas. Vatikanens svar var dock att gällande praxis var att endast häva bannlysning av nu levande personer. Roland Bainton avslutar i "Here I Stand after a Quarter of a Century" (förordet till 1978 års upplaga av hans biografi över Luther) med orden: "Jag är glad över att den romersk-katolska kyrkan har tillåtit tal om att häva bannlysningen av Luther. Detta skulle mycket väl kunna göras. Han var aldrig kättare. Han bör kanske hellre kallas, såsom någon har uttryckt det, 'en motvillig rebell'."
Luthers återupprättande har dock förnekats av Vatikanen: "Rykten om att katolska kyrkan ämnar återupprätta Martin Luther, som ledde den protestantiska reformationen på 1500-talet, är grundlösa", sade Vatikanens talesman, jesuiten Federico Lombardi.